# Splątanie
Splątanie, stan splątania, zespół splątaniowy, dezorientacja, amencja (łac. amentia), zespół amentywny – zaburzenia świadomości o etiologii egzogennej przejawiające się głębokimi zmianami świadomości. Zwykle jest to przejaw ciężkiej dysfunkcji mózgu. Występuje w przebiegu niewydolności krążenia mózgowego, infekcjach, zatruciach, zaburzeniach metabolicznych (cukrzyca, uszkodzenie wątroby, nerek), czasem jako powikłanie przebiegu psychoz endogennych (mania, katatonia).

## Objawy
- zaburzenia struktury myślenia (inkoherencja, zwana też splątaniem)
- głębokie przymglenie świadomości z całkowitą utratą kontaktu i dezorientacją
- pobudzenie ruchowe ograniczone do niewielkiej przestrzeni (określane jako pobudzenie „w obrębie łóżka”)
- czasami nieprecyzyjne, zmienne omamy i urojenia

Splątanie narasta i ustępuje stopniowo. Może trwać długo (tygodnie, niekiedy miesiące), a po przeminięciu może wystąpić niepamięć całkowita.

## Leczenie
Przede wszystkim powinno być ukierunkowane na leczenie choroby podstawowej, w przypadku której zespół splątaniowy może występować jako jej objaw. W celu zniesienia pobudzenia ruchowego stosuje się klometiazol, tiapryd, BZD, hydroksyzynę, neuroleptyki w małych i średnich dawkach (pochodne fenotiazyny). Odżywianie i nawadnianie pacjenta.
Wskazana jest hospitalizacja na oddziale odpowiadającym chorobie podstawowej, a w przypadku psychoz endogennych na oddziale psychiatrycznym.